# Zwiefalter Klosterbräu
Die Zwiefalter Klosterbräu GmbH & Co.KG ist eine Brauerei in der baden-württembergischen Gemeinde Zwiefalten im Landkreis Reutlingen.

## Geschichte
Beda Sommerberg war Abt des Benediktinerklosters Zwiefalten von 1715 bis 1725. Mit 26 Jahren wurde er Mönch im Zwiefalter Kloster und bekam den Namen des angelsächsischen Mönches Beda, der im 8. Jahrhundert lebte. Während seiner Amtszeit begann im Jahre 1724 der Bau des neuen Brauhauses.
Seit 1897 gehört die Brauerei der Familie Baader.

## Produkte
- Engele
- Kloster-Weizen
- 1521 (Helles Vollbier)
- Kloster-Schwarzes

- Sorentina; Orangenlimonade
- Edelperle; Zitronenlimonade
- Citro; energiereduziertes Zitronengetränk
- Schwäbische Alb-Schorle: aus naturtrüben Apfel-Direktsaft

## Sonstiges
Die Brauerei ist Mitglied im Brauring, einer Kooperationsgesellschaft privater Brauereien aus Deutschland, Österreich und der Schweiz und des Verbandes Die Freien Brauer.